# Marthe De Pillecyn

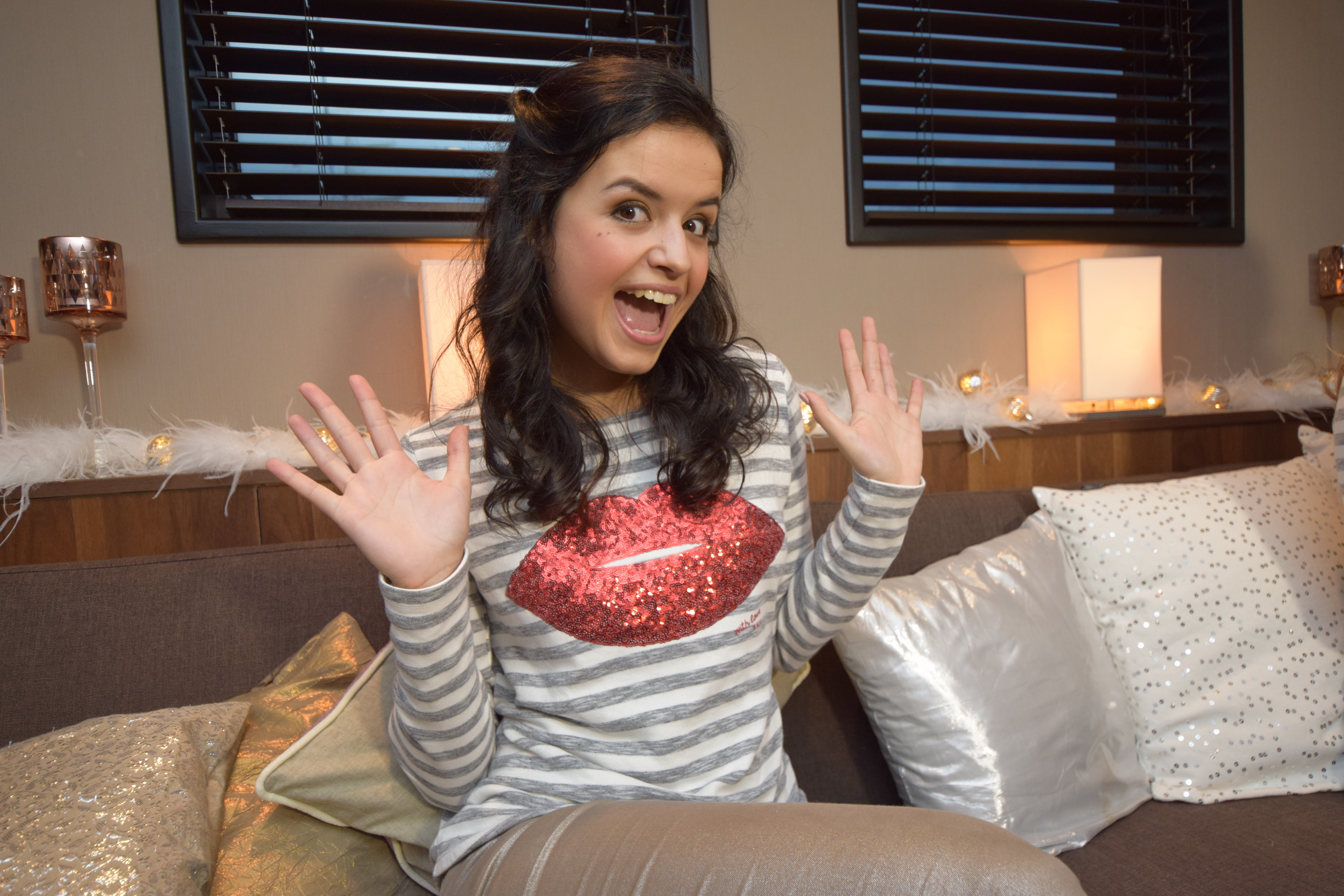
De Pillecyn in 2015

Marthe De Pillecyn (Duffel, 16 juli 1996) is een Belgische zangeres, (musical)actrice en presentatrice. Sinds 2015 is zij lid van de popgroep K3.

## Levensloop
De Pillecyn is sinds 2015 actief als zangeres van de groep K3 en was tot eind 2021 het jongste lid. Ze heeft haar opleiding kinderverzorging aan het Sint-Norbertusinstituut in Duffel stopgezet om deel te kunnen uitmaken van de nieuwe K3. Daarnaast maakte ze reeds sinds de leeftijd van 10 jaar deel uit van het Studio 100-koor, waarmee ze onder andere optrad in het Sportpaleis in Antwerpen en de Amsterdam ArenA. Hierbij zong ze al meerdere keren op de achtergrond bij K3-optredens. In 2013 nam De Pillecyn deel aan het televisieprogramma Belgium's Got Talent als deel van Young Artist Academy (het koor van Studio 100), een groep die bestaat uit 53 zangers tussen de 9 en 25 jaar. Ook bracht ze meerdere covers uit op haar eigen YouTube-kanaal.
In 2015 nam De Pillecyn deel aan het televisieprogramma K3 zoekt K3, waarin gezocht wordt naar de opvolgsters van de voormalige K3-leden Karen Damen, Kristel Verbeke en Josje Huisman. Op 6 november 2015 werd De Pillecyn uiteindelijk geselecteerd samen met Klaasje Meijer en Hanne Verbruggen. Hierdoor werden zij deel van de meidengroep.
Nadat Meijer in februari 2021 bekend maakte te zullen stoppen met K3, ging De Pillecyn samen met Verbruggen datzelfde jaar in het programma K2 zoekt K3 op zoek naar een nieuwe collega. Eind november 2021 won Julia Boschman de competitie en maakte zo de meidengroep weer compleet.

## Privé
De Pillecyn had een aantal jaren een relatie met Viktor Verhulst, de zoon van baas Gert Verhulst. Ze gingen in 2018 uit elkaar. Sinds 2022 is zij getrouwd met Studio 100-choreograaf Sinerjey Meyfroodt, met wie ze sinds 2019 een koppel vormt. Samen runnen ze ook een dansstudio. Begin 2025 werden ze voor het eerst ouders.

## Televisie
- Belgium's Got Talent (2013) - als kandidate in de groep Young Artist Academy
- Galaxy Park (2013) - als figurant
- Ghost Rockers (2014) - als figurant
- K3 zoekt K3 (2015) - als kandidate en winnares samen met Hanne Verbruggen en Klaasje Meijer
- K3 - Muziekclips (2015-heden) - als zichzelf
- Welkom bij K3 (2015) - als zichzelf
- Iedereen beroemd (2015) - als zichzelf
- Dit is K3 (2016) - als zichzelf
- Wij zijn K3 (2016) - als zichzelf
- De avonturen van K3 (animatiereeks, 2016) - als Marthe, stem
- Is er Wifi in Tahiti? (2016) - als kandidate samen met Hanne Verbruggen en Klaasje Meijer
- Iedereen K3 (2016-2017) - als presentatrice
- K3 Dansstudio (2016-2017) - als presentatrice
- 2 Meisjes op het Strand (2016) - als presentatrice
- Radio 2 Zomerhit (2016-2017) - als kandidate samen met Hanne Verbruggen en Klaasje Meijer
- Mijn Pop-uprestaurant (2016) - als zichzelf
- Het dagboek van K3 (2016-2018) - als zichzelf
- Ligt er Flan op de Mont Blanc? (2017) - als kandidate samen met Hanne Verbruggen en Klaasje Meijer
- K3 Vlogt (2017-heden) - als zichzelf
- Tegen de Sterren op (2017) - als zichzelf
- Camping Karen & James (2017) - als zichzelf
- Overal K3 (2017) - als zichzelf
- Wedden dat ik het kan (2017) - als zichzelf
- Knoop Gala (2017) - als zichzelf
- De Wensboom (2018) - als zichzelf
- De tafel van K3 (2018) - als presentatrice
- The Voice Kids (2018-2022) - als jurylid/coach samen met Hanne Verbruggen, Klaasje Meijer (2018-2020) en Julia Boschman (2022)
- Zet 'm op! (2018) - als zichzelf
- K3 Roller Disco (2018-2020) - als Marthe
- K3 Dromen (2019) - als Marthie
- Het Rad (2020) - als zichzelf
- Code van Coppens (2020) - als kandidate samen met Hanne Verbruggen en Klaasje Meijer
- K3 Roller Disco Club (2020) - als presentatrice
- K2 zoekt K3 (2021) - als zichzelf
- K2 zoekt mee (2021) - als zichzelf
- K3, een nieuw begin (2021) - als zichzelf
- Marble Mania (2022) - als deelneemster samen met Hanne Verbruggen en Julia Boschman
- K3, een nieuwe start (2022) - als zichzelf
- Zin in Zappelin (2022, 2024) - als zichzelf
- K3 Vriendenboek (2022) - als zichzelf
- K3, één jaar later (2022) - als zichzelf
- The Big Show (2022) - als zichzelf
- Liefde voor muziek (2023-2024) - als deelneemster samen met Hanne Verbruggen en Julia Boschman
- Team K3 (2023) - als zichzelf
- Een terugblik op 25 jaar K3 (2023) - als zichzelf
- Bestemming X-mas (2024) - als deelneemster
- Hallo Kroket! (2025) - als zichzelf

## Film
- K3 Love Cruise (2017) - als Marthe
- K3: Dans van de farao (2020) -  als Marthe
- K3 en het Lied van de Zeemeermin (2024) - als Marthe

## Theater
| Jaar       | Titel                    | Rol                 | Producent  |
| ---------- | ------------------------ | ------------------- | ---------- |
| 2009-2014  | De Grote Sinterklaasshow | Achtergrondzangeres | Studio 100 |
| 2015-heden | De Grote Sinterklaasshow | Marthe              | Studio 100 |
| 2015-2016  | Afscheidstour            | Marthe              | Studio 100 |
| 2017       | K3 in de ruimte          | Marthe              | Studio 100 |
| 2018       | K3 Vlindershow           | Marthe              | Studio 100 |
| 2019       | 20 jaar K3               | Marthe              | Studio 100 |
| 2021       | K3 Dromenshow            | Marthe              | Studio 100 |
| 2022       | Kom erbij!               | Marthe              | Studio 100 |
| 2022-2023  | K3 Live in Concert       | Marthe              | Studio 100 |
| 2023       | Vleugels                 | Marthe              | Studio 100 |
| 2023       | K3 Live Late Night       | Marthe              | Studio 100 |
| 2023-2024  | Studio 100 Sing Along    | Marthe              | Studio 100 |
| 2024       | De 3 Biggetjes           | Knirri              | Studio 100 |
| 2025       | Zeesterren               | Marthe              | Studio 100 |